# Tårnur
Tårnur er et udvendigt ur placeret på en offentlig bygning, f.eks. en kirke, en herregård eller et rådhus. Før lommeure og armbåndsure vandt indpas, har tårnurene oftest været den eneste præcise tidsmåler, som har været til rådighed for almindelige mennesker. Det første tårnur man har kendskab til i Danmark, omtales i 1401, hvor det sad på Ribe Domkirke. Den ældste bevarede tårnur er et urværk med årstallet 1564 indprintet i rammen. Det findes på herregården Rosenholm på Djursland. De fleste tårnure stammer fra 1700- og 1800-tallet. Oftest var der tale om ret upræcise værker, en del endda kun med en enkelt viser, som angiver timerne.
Mest kendt i Danmark er nok tårnuret på Københavns Rådhus, og internationalt er det vel "Big Ben" på Westminster Palace i London